# رامان کارمن
رامان لازاریویچ کارمن (روسی: Рома́н Ла́заревич Карме́н؛ ۱۶ نوامبر ۱۹۰۶ – ۲۸ آوریل ۱۹۷۸) عکاس، فیلم‌بردار، کارگردان فیلم و مستندساز اهل اتحاد جماهیر شوروی بود. وی را یکی از چهره‌های بسیار شاخص و تأثیرگذار سینمای مستند می‌دانند.
وی همچنین برندهٔ جوایزی همچون جایزه لنین، مدال دفاع از استالینگراد، هنرمند مردمی جمهوری شوروی فدراتیو سوسیالیستی روسیه، نشان لنین، جایزه دولتی اتحاد شوروی، جایزه هنرمند مردمی اتحاد جماهیر شوروی، مدال تسخیر برلین، مدال دفاع از مسکو، و نشان پرچم سرخ شده‌است.